# Crossomeles acutipennis
Crossomeles acutipennis är en skalbaggsart som beskrevs av Chemsak och Noguera 1993. Crossomeles acutipennis ingår i släktet Crossomeles och familjen långhorningar.
Artens utbredningsområde är:
- Costa Rica.
- El Salvador.

Inga underarter finns listade i Catalogue of Life.